# Crotalaria eurycalyx
Crotalaria eurycalyx är en ärtväxtart som beskrevs av Roger Marcus Polhill. Crotalaria eurycalyx ingår i släktet sunnhampor, och familjen ärtväxter. Inga underarter finns listade i Catalogue of Life.